# Орланди, Джованни-Баттиста
Джованни-Баттиста Орланди (итал. Giovanni-Battista Orlandi; 27 января 1898, Милан — 1977) — итальянский легкоатлет, выступавший в беге на короткие дистанции. Участник летних Олимпийских игр 1920 года.

## Биография
Джованни-Баттиста Орланди родился 27 января 1898 года в итальянском городе Милан.
Выступал в легкоатлетических соревнованиях за миланскую «Италию».
В 1920 году вошёл в состав сборной Италии на летних Олимпийских играх в Антверпене. В беге на 100 метров занял в 1/8 финала последнее, 6-е место. В беге на 200 метров занял в 1/8 финала 3-е место, показав результат 23,8 секунды и уступив 0,3 секунды попавшему в четвертьфинал со 2-го места Уильяму Ханту из Австралии. В эстафете 4х100 метров сборная Италии, за которую также выступали Витторио Дзукка, Джорджо Кроки и Марио Риккобони, была дисквалифицирована в полуфинале.
Умер в 1970 году.

## Личные рекорды
- Бег на 100 метров — 11,0 (1919)[2]
- Бег на 200 метров — 23,0 (1919)[2]